# Bijzondere bijdrage Sociale Zekerheid
De Bijzondere bijdrage Sociale Zekerheid (BBSZ), solidariteitsbijdrage of Wijninckxbijdrage, vernoemd naar de Belgische politicus Jos Wijninckx, is een bijzondere socialezekerheidsbijdrage in België die van toepassing is op werknemers en bepaalde ambtenaren. Deze belasting bestaat sinds 1994 (regering-Dehaene).
Tijdens de onderhandelingen in 2019 over de belastinghervorming was er een voorstel van OpenVLD om deze bijdragen te schrappen en te integreren in de gewone sociale zekerheid. Sommige economen vinden deze bijdrage onrechtvaardig omdat de berekening gebeurt op het gezinsinkomen, waardoor gehuwden worden bevoordeeld t.o.v. van alleenstaanden of feitelijk samenwonenden.

## Ondersteuning van het pensioenstelsel
De afhouding werd ingevoerd als onderdeel van de pensioenhervormingen van 2012, met als doel de duurzaamheid van het Belgische pensioenstelsel te bevorderen en de lastenverdeling eerlijker te maken. Sinds 2019 is de definitieve regeling van kracht, na een periode van overgangsmaatregelen.
De solidariteitsbijdrage richt zich op individuen die substantiële bedragen in hun tweede pijler pensioen (aanvullend pensioen) opbouwen; de afhouding is bedoeld om excessieve pensioenopbouw te belasten. De drempel voor de Wijninckxbijdrage is gekoppeld aan het maximale wettelijke pensioen van de openbare sector op 1 januari van het voorgaande jaar. Overschrijdt de pensioenopbouw deze drempel, dan wordt de bijdrage geheven. De hoogte van de bijdrage wordt automatisch berekend door de Databank Aanvullende Pensioenen (DB2P) voor vennootschappen en door het Rijksinstituut voor de Sociale Verzekeringen der Zelfstandigen (RSVZ) voor zelfstandigen. De berekening houdt rekening met de toename van de pensioenreserves in het aanvullend pensioen ten opzichte van het voorgaande jaar. De bijdrage bedraagt anno 2024 3% over het deel van de toename dat de wettelijke drempel overschrijdt.

De solidariteitsbijdrage wordt voorafgehouden op lonen en wedden, en op het wettelijk pensioen. Het wordt definitief afgerekend volgens het gezinsinkomen bij de jaarlijkse aangifte van de personenbelasting. Bij de uitbetaling van het individueel bedrijfspensioenkapitaal wordt eveneens een solidariteitsbijdrage van 0, 1 of 2% in mindering gebracht.